# Le crime ne paie pas (téléfilm)
Le crime ne paie pas est un téléfilm sorti en 2014, constituant l'épisode 7 de la Saison 2 des Petits Meurtres d'Agatha Christie. Il s'agit d'une adaptation lointaine du roman d'Agatha Christie, Le Crime du golf.

## Fiche technique

### Caractéristiques techniques
- Durée : 90 min
- Langue : français

### Scénario et réalisation
- Scénariste : Thierry Debroux
- Réalisateur : Marc Angelo

### Distribution
- Samuel Labarthe : le commissaire Swan Laurence
- Blandine Bellavoir : la journaliste Alice Avril
- Élodie Frenck : la secrétaire Marlène
- Dominique Pinon : l'inspecteur général Hubert Petitpont

## Résumé
Ginette Tassin, une serveuse du cabaret L'Eden, a été assassinée, et le patron de l'établissement, Paul Deboise, a été enlevé par des inconnus.
La jeune journaliste Avril se fait engager dans le cabaret pour enquêter en vue d'un article pour son journal. De serveuse, elle va devenir chanteuse de cabaret.
L'inspection générale de la police nationale envoie l'inspecteur général Hubert Petitpont pour enquêter sur l'activité professionnelle du commissaire Laurence, à qui on envisage de retirer l'enquête.
Petitpont invite la secrétaire, Marlène, à L'Eden et la courtise avec muflerie.
Le corps de Deboise est retrouvé ; l'homme est complètement défiguré. Le commissaire Laurence est placé en garde à vue et l'enquête lui est retirée. La journaliste Alice Avril fait paraître un article annonçant l'arrestation de Laurence, avec une photo en une. Néanmoins, lorsqu'on découvre le cadavre, réel, de Deboise, Petitpont, qui avait continué l'enquête, est déboussolé : à qui correspondait le premier cadavre défiguré ? Pourquoi Deboise a-t-il été assassiné ?
Le préfet de Police ordonne la libération immédiate de Laurence, à qui l'enquête est de nouveau confiée.